# Prometor pocula
Prometor pocula is een lepelworm uit de familie Bonelliidae.
De wetenschappelijke naam van de soort werd in 1960 gepubliceerd door Hartman & Bernard.